# Società Italiana Cines

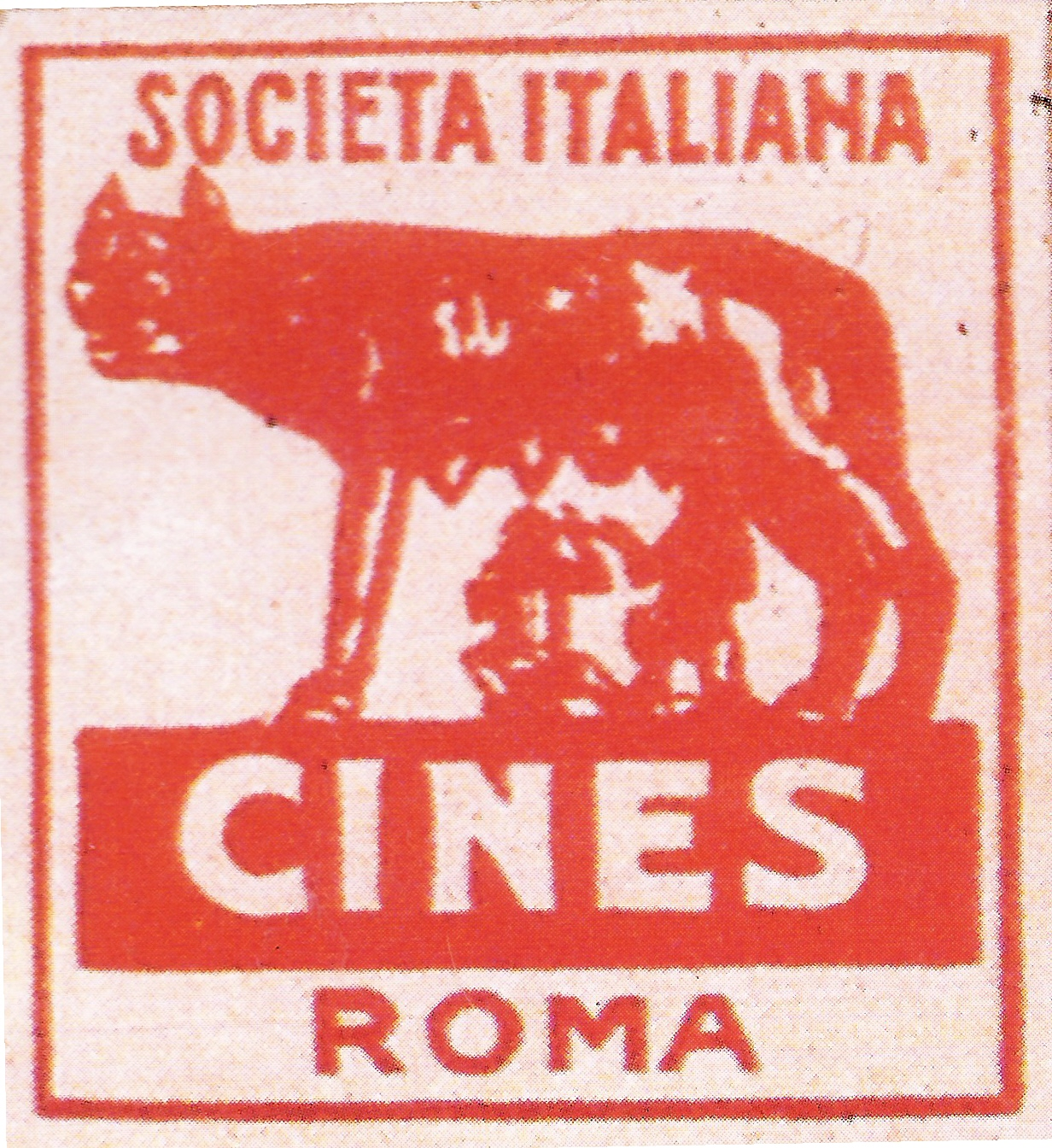
Logo de la Società Italiana Cines

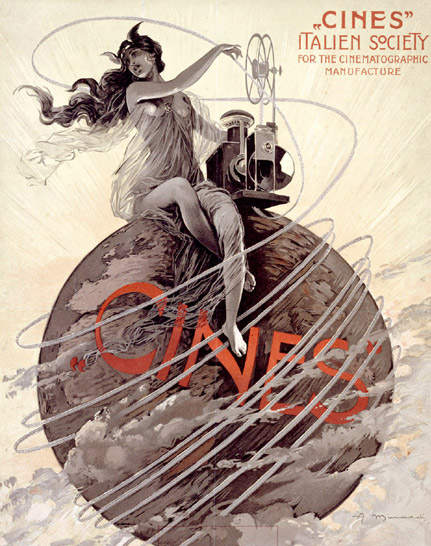
Imagen que representa a la empresa

La Società Italiana Cines es una compañía cinematográfica especializada en la producción y distribución de películas. La empresa fue fundada el 1 de abril de 1906.
Una fuerza importante en la industria cinematográfica europea antes de la Primera Guerra Mundial, la compañía participó en el Congreso de Cine de París en 1909, un intento fallido de crear un trust similar al MPPC en los Estados Unidos. En 1926, Stefano Pittaluga se hizo cargo de la empresa y supervisó la producción hasta su muerte en 1932. Emilio Cecchi se desempeñó como jefe de producción durante un año después de la muerte de Pittaluga.
En 1930, en el momento del renacimiento del cine italiano, produjeron La canzone dell'amore, la primera película sonora en Italia. El nuevo Cines Studios fue construido en Roma y funcionó como uno de los estudios cinematográficos más importantes del país hasta que fue destruido en un incendio en 1935. Bajo el liderazgo de Carlo Roncoroni, participó en el proyecto respaldado por el estado para construir Cinecittà, inaugurado en 1937. Tras la muerte de Roncoroni, la empresa fue nacionalizada bajo el paraguas del ENIC. Fue relanzado en 1941 como parte del plan del gobierno fascista para impulsar la producción cinematográfica. Sobrevivió a la caída de Mussolini y continuó en la era de la posguerra.
En 1956 recibió el Nastro d'argento al mejor productor. Sin embargo, en 1958, Cines cesaron sus operaciones y fueron liquidados por el Ministerio de Finanzas.
En 2006, con motivo del centenario de la primera fundación, gracias al trabajo del grupo editorial Persians Publisher - New Media Entertainment se ha dado vida a un nuevo Cines, con una vocación esencialmente privada, que recupera la marca y el legado artístico de la gestión anterior.

## Filmografía seleccionada
- Beatrice Cenci (Mario Caserini, 1909);
- Agripina (Enrico Guazzoni, 1911);
- Quo vadis? (Enrico Guazzoni, 1913);
- Idolo infranto (Emilio Ghione, 1913);
- Marc'Antonio e Cleopatra (Enrico Guazzoni, 1913);
- Cayo Julio César (Enrico Guazzoni, 1914);
- Hamlet (Eleuterio Rodolfi, 1917);
- Iván el terrible (Enrico Guazzoni, 1917);
- El correo de Napoleón (Baldassarre Negroni, 1927);
- Kif Tebbi (Mario Camerini, 1928);
- La canzone dell'amore (Gennaro Righelli, 1930);
- Nerone (Alessandro Blasetti, 1930);
- Napoli che canta (Mario Almirante, 1930);
- Cortile (Carlo Campogalliani, 1931);
- Corte d'Assise (Guido Brignone, 1931);
- Figaro e la sua gran giornata (Mario Camerini, 1931);
- Resurrectio (Alessandro Blasetti, 1931);
- Tierra madre (Alessandro Blasetti, 1931);
- Il medico per forza (Carlo Campogalliani, 1931);
- La lanterna del diavolo (Carlo Campogalliani, 1931);
- Roba corazones (Guido Brignone, 1931);
- Vele ammainate (Anton Giulio Bragaglia, 1931);
- La segretaria privata (Goffredo Alessandrini, 1931);
- L'uomo dall'artiglio (Nunzio Malasomma, 1931);
- O la borsa o la vita (Carlo Ludovico Bragaglia, 1932);
- Paradiso (Guido Brignone, 1932);
- La telefonista (Nunzio Malasomma, 1932);
- L'ultima avventura (Mario Camerini, 1932);
- Pergolesi (Guido Brignone, 1932);
- La cantante de ópera (Nunzio Malasomma, 1932);
- ¡Qué sinvergüenzas son los hombres! (Mario Camerini, 1932);
- La tavola dei poveri (Alessandro Blasetti, 1932);
- Palio (Alessandro Blasetti, 1932);
- Armada azul (Gennaro Righelli, 1932);
- Il caso Haller (Alessandro Blasetti, 1933);
- Fanny (Mario Almirante, 1933);
- Acciaio (Walter Ruttmann, 1933);
- Cercasi modella (E. W. Emo, 1933);
- Juntos en la oscuridad (Gennaro Righelli, 1933);
- Giallo (Mario Camerini, 1933);
- L'ultimo dei Bergerac (Gennaro Righelli, 1934);
- Seconda B (Goffredo Alessandrini, 1934);
- El correo de la emperatriz (Guido Brignone, 1934);
- La mujer de todos (Max Ophüls, 1934);
- 1860 (Alessandro Blasetti, 1934);
- Una donna tra due mondi (Goffredo Alessandrini, 1936);
- Casanova farebbe così! (Carlo Ludovico Bragaglia, 1942);
- La cena delle beffei (Alessandro Blasetti, 1942);
- La bella addormentata (Luigi Chiarini, 1942);
- Avanti c'è posto... (Mario Bonnard, 1942);
- La culpa fue del tren (Carlo Ludovico Bragaglia, 1943);
- Tristi amori (Carmine Gallone, 1943);
- Due cuori fra le belve (Giorgio Simonelli, 1943);
- La zia di Carlo (Alfredo Guarini, 1943);
- Harlem (Carmine Gallone, 1943);
- La locandiera (Luigi Chiarini, 1944);
- Il cappello da prete (Ferdinando Maria Poggioli, 1944);
- Che distinta famiglia! (Mario Bonnard, 1945);
- Taxi di notte (Carmine Gallone, 1950);
- L'edera (Augusto Genina, 1950);
- La ciudad se defiende (Pietro Germi, 1951);
- En el último segundo (Luigi Zampa, 1951);
- Due mogli sono troppe (Mario Camerini, 1951);
- Altri tempi (Alessandro Blasetti, 1952);
- Nariz de cuero (Yves Allégret, 1952);
- Fanciulle di lusso (Bernard Vorhaus, 1953);
- Cento anni d'amore (Lionello De Felice, 1954);
- Sinfonía de amor (Glauco Pellegrini, 1955);
- Los Compadres (Carlo Borghesio, 1955);
- Moglie e buoi... (Leonardo De Mitri, 1956).